# Chiesa di San Marco (Novara)
La chiesa di San Marco è un luogo di culto cattolico della città di Novara, in Piemonte.
Con il suo sontuoso interno, rappresenta un buon esempio del barocco.

## Storia e descrizione

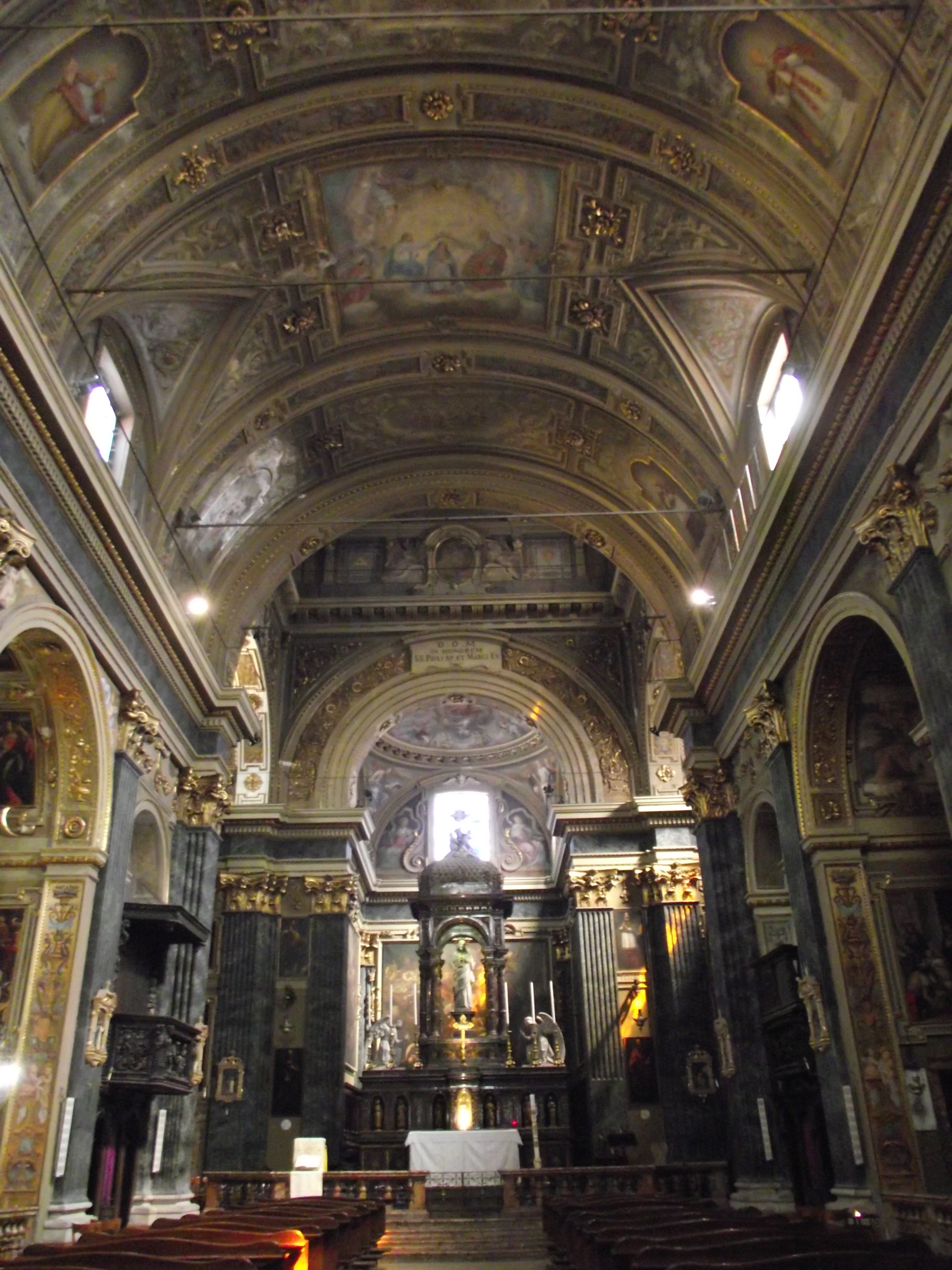
Veduta dell'interno barocco.

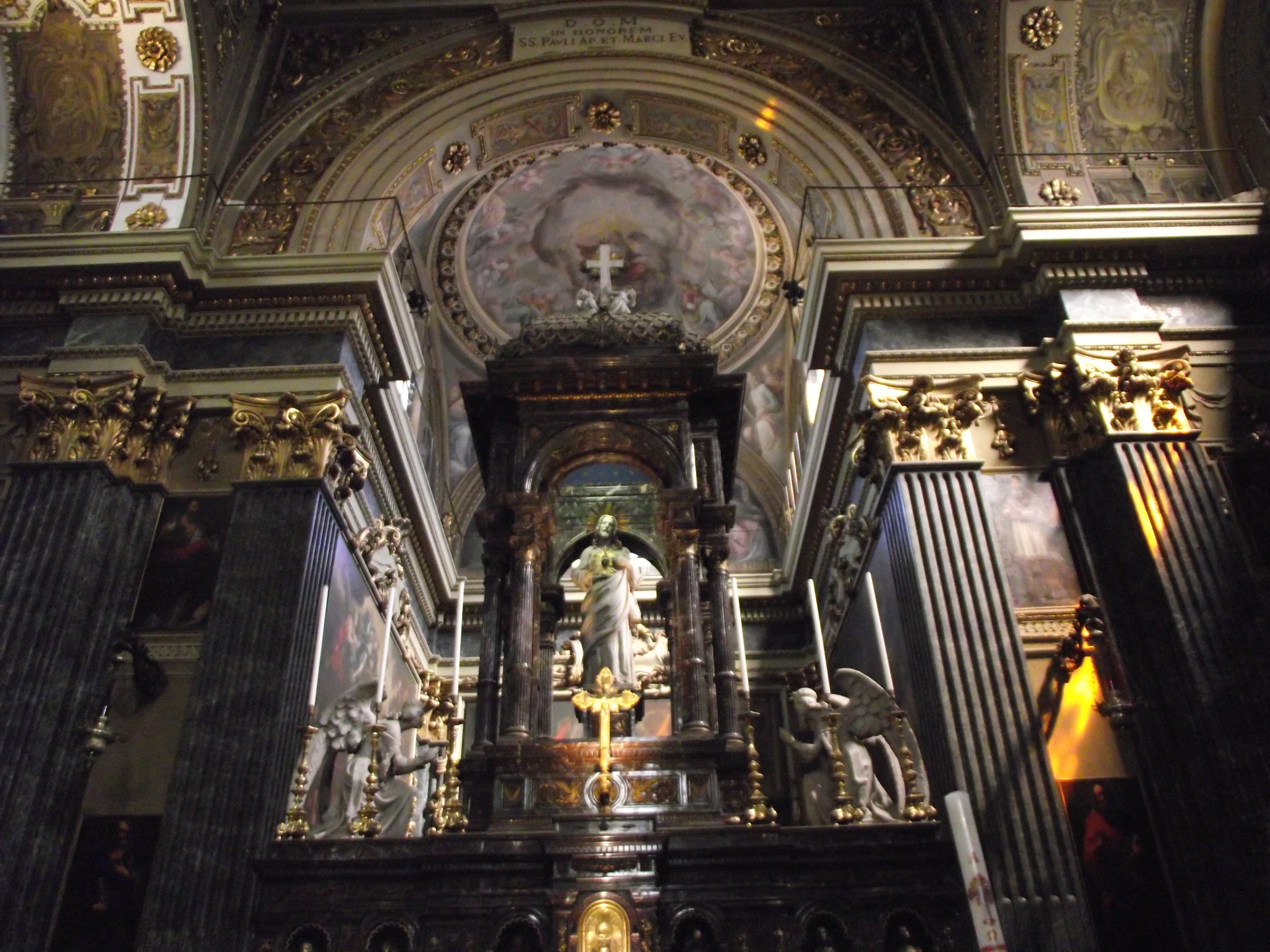
Il presbiterio con gli affreschi del Moncalvo.

La chiesa venne fondata nel 1607 per volere del vescovo Carlo Bascapè, già segretario di Carlo Borromeo, sul sito di un preesistente piccolo oratorio detto di San Marchino.
Il progetto sembra essere dell'architetto e padre barnabita Lorenzo Binago che concepì un edificio con pianta a croce latina, a navata unica con sei cappelle laterali e cupola a pianta rettangolare. La eresse entro il 1617. Nel 1634 venne affiancato alla chiesa il convento, l'intenzione di Bascapè era infatti quella di istituire a Novara un collegio di studi superiori dei Chierici regolari di San Paolo. L'edificio venne completato e consacrato solo nel 1691 quando fu destinato ai Padri Barnabiti.
L'interno presenza una fastosa decorazione barocca eseguita impiegando marmi rossi, porfido statuario, legni patinati, dorature e stucchi. 
Gli affreschi della volta dell'abside e e della cupola raffigurano Dio Padre benedicente e la Gloria di San Giovanni Evangelista; nelle vele gli Evangelisti e le Sibille. Opere eseguite fra il 1613 e il 1615 dal Moncalvo.

### Opere d'arte
L'attenzione del Bascapé si rivolse inizialmente alla cappella dedicata a San Carlo, una tra le più precoci dedicate al santo canonizzato nel 1610 insieme a quella della Chiesa di San Paolo Converso a Milano delle Suore angeliche di San Paolo. L'incarico della decorazione avrebbe dovuto essere assegnato al Cerano già impegnato però appunto a Milano, venne quindi scelto Guglielmo Caccia.
La chiesa, oltre a preziosi arredi lignei e marmorei, e agli affreschi del Moncalvo, conserva importanti opere d'arte:
- San Carlo, scalzo, in processione con la reliquia del “Santo Chiodo”, seguito e preceduto dai chierici, tra cui il Bascapè, che si dirige verso il Duomo di Milano[1], Moncalvo, cappella di San Carlo Borromeo
- Martirio di San Marco, tela di Daniele Crespi, 1626, transetto sinistro[1][4]
- Presentazione della Croce, tela di Camillo Procaccini[4][5], prima cappella destra